# جراحة الأسنان
جراحة الأسنان هي إجراء طبي ينطوي على تعديل الأسنان بشكل مصطنع؛ وبعبارة أخرى تعنى: جراحة الأسنان وعظام الفك.

## أنواع
من أنواع جراحات الأسنان الأكثر شيوعاً:
- طب لب الأسنان (الجراحة التي تعمل على اللب أو الجذر)
  - القناة الجذرية
    - بضع اللب — أو بتر اللُب هي عملية ازالة جزء من لُب السن ، بما في ذلك الجانب المصاب من اللب ، بهدف الحفاظ على حيوية الأنسجة اللبية المتبقية داخل السِن.[1]
    - معالجة لب الأسنان — عبارة عن سلسلة علاج لـلب السن المصاب بالعَدْوَى مما يؤدي إلى إزالة العدوى وحماية السن المطهر من الإصابة بالعَدْوَى مجدداً.[2] نَفَقُ جَذْرِ السِّن و الغرفة اللبية عبارة عن تجويف مادي داخل السِّن تسكنه بطبيعة الحال الأنسجة العصبية، والأوعية الدموية، والخلويات الأخرى التي تشكل معا لُب السِّن.[3] المعالجة اللُّبِّيَّة تتضمن إزالة هذه المكونات ومن ثم تشكيل القناة وتنظيفها وتطهير التجاويف (لمنع تسرب الجراثيم إليها و لمنع الجراثيم المتبقية من الاستمرار في النمو ( يعتبر تنظيف القناة الكامل من الجراثيم أمراً مستحيلاً ) ) بواسطة أحجام صغيرة من المِبْرَد السِنِّيّ وأيضاً بواسطة محاليل الارتواء وبعد ذلك يتم سد (حشو) القناة المطهرة بواسطة حشوة خاملة مثل مادة الطبرخي والملاط المعتمد على قاعدة الأوجينول. راتين [4] الإيبوكس يستخدم لربط الطَبْرَخِيّ في بعض إجراءات نَفَقُ جَذْرِ السِّن..[5]

  - استئصال قمة الجذر — هو إجراء جراحي لبي يتم بإزالة قمة الجذر للسن، و ذلك عبر استئصال قمة الجذر من الخارج من خلال عظمة الفك. غالبًا ما تتم عملية الاستئصال بواسطة عمليات مجهرية لبية.
- تعويضات سنية
  - تاج (قبعة) - تغطية اصطناعية لسن مصنوع من مجموعة متنوعة من المواد الحيوية، بما في ذلك CMC/PMC (مركب من السيراميك / الخزف المعدني)، الذهب أو خليط من القصدير / الألومنيوم. يجب إعادة تشكيل الأسنان الأساسية لاستيعاب هذه الترميمات الثابتة.
  - فينير — هي طبقة مصنوعة من مادة ما توضع على الأسنان، إما لتحسين جماليات الأسنان أو لحماية سطح الأسنان من التلف. هناك نوعان رئيسيان من المواد المستخدمة لصنع القشور: الخزف والحشوة البيضاء التجميلية للأسنان. القشور المصنوعة من الحشوة البيضاء قد توضع مباشرة في العيادة (تبنى في الفم)، أو بشكل غير مباشر حيث يتم تجهيزها من قبل فني الأسنان في مختبر الأسنان، وتلصق في وقت لاحق على الأسنان، و عادة يتم ذلك باستخدام مادة لاصقة خاصة بالأسنان مثل بانافيا. في المقابل، القشور الخزفية دائما ما تصنع وتركب بشكل غير مباشر. القشرة التاجية الكاملة هي "القشرة التي تغطي تاج السن من جميع الجهات. أما القشرة الخزفية، فهي عبارة عن طبقة رقيقة لا تغطي سوى السطح الأمامي للسن و تستخدم فقط لأغراض التجميل.
  - جسور الأسنان — هي حشوه سنيه ثابته ( تعويضات سنيه ثابته ) تستخدم لاستبدال الأسنان المفقوده (أو أسنان متعدده) من خلال الربط بين الأسنان الصناعيه بشكل دائم للأسنان المجاورة أو زراعة الأسنان.
  - زراعة الأسنان — وهو إجراء يتم فيه وضع غرسة التيتانيوم جراحيا في العظم (الفك السفلي أو الفك العلوي)، ويترك فترة حتى يتم الشفاء بالكامل، وبعد 4-6 أشهر يتم توصيل السن الاصطناعي للغرسة عن طريق الأسمنت أو الاحتفاظ بها بواسطة المسمار.تقويم أسنان

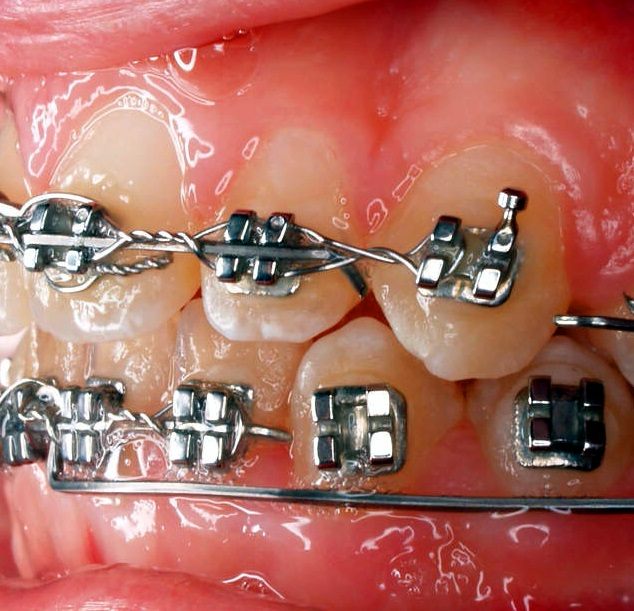
تقويم أسنان

  - الزرع الفوري — تم تطوير زرعات يتم تطبيقها دون الحاجة إلى إجراء جراحي لكن لا تزال قيد الدراسة. تقسم عملية الزرع بشكل عام إلى قسمين. العملية التي يتم فيها وضع السن مباشرة فوق الزرعة ويدعى ذلك الزرع الفوري. والعملية التي يؤجل فيها وضع السن على الزرعة إلى بين 3 - 6 أشهر ويدعى الزرع المتأخر. بشكل عام يفضل الزرع المتأخر على الزرع الفوري ويؤمن نتائج إيجابية أكثر.
  - طقم الأسنان — هو بديل صناعي للأسنان المفقودة يتم تركيبه من طرف مخابر تركيب للأسنان.
  - بدلة أسنان مدعمة بالزرع — مزيج من أطقم الأسنان. يتم وضع قواعده في العظام، ويترك المريض لفترة للشفاء، ويتم إصلاح الأجهزة المعدنية على سطح اللثة، وبعد ذلك يتم وضع بدلة الأسنان وتثبيتها في مكانها.
- علاج تقويم الأسنان : هو إحدى مجالات طب الأسنان التي تهتم بدراسة ومعالجة عيوب إطباق الأسنان (سوء إطباق الأسنان)، والذي قد يكون نتيجة لعدم انتظام الأسنان، أو لعلاقات الفك غير المتناسبة (بين الفكين العلوي والسفلي)، أو كليهما. تقسم أجهزة تقويم الأسنان إلى ثلاثة اقسام:
  - جهاز تقويم الأسنان الثابت.
  - جهاز تقويم الأسنان المتحرك.
  - جهاز تقويم الأسنان الوظيفي.عملية خلع لضرس مصاب.

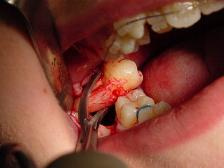
عملية خلع لضرس مصاب.

  - خلع الأسنان — هي عملية خلع للأسنان والتي يُطلق عليها طبيًا اسم "exodontias" وتتعدد الأسباب التي تستلزم إجراء عمليات خلع، ومنها الأسنان التي نخر فيها السوس وتغلغل بشكل لم يعد ينفع معه إعادة السنّة المسوّسة لحالتها الطبيعية أو ترميمها. كما قد يتم خلع ضروس العقل المتضررة أو غير السليمة، وأخيراً قد يضطر الطبيب لخلع بعض الأسنان الدائمة لوضع تركيبات تقويم الأسنان.
  - قطع دواعم السن — هي عملية جراحية لتقويم الأسنان تهدف إلى قطع ألياف اللثة المحيطة بالأسنان. عادة تُقلل هذه العملية من احتمالية عودة السّن إلى وضعه الأصلي الذي كان عليه قبل المعالجة التّقويميّة. تُعتبر مشكلة عودة السّن إلي وضعه الأصلي أكثر مشكلة تحدث بعد التّقويم. وهذه العودة ممكن أن تحدث في أي سن، ولكنها عادةً ما تكون مرتبطة بالأسنان التي خضعت لتغيير في موقعها كجزء من العلاج التّقويميّ و وبالأخص الحركات الدورانية للأسنان.
- طب دواعم السن
- جراحة الفم والوجه والفكين

## العناية بالأسنان

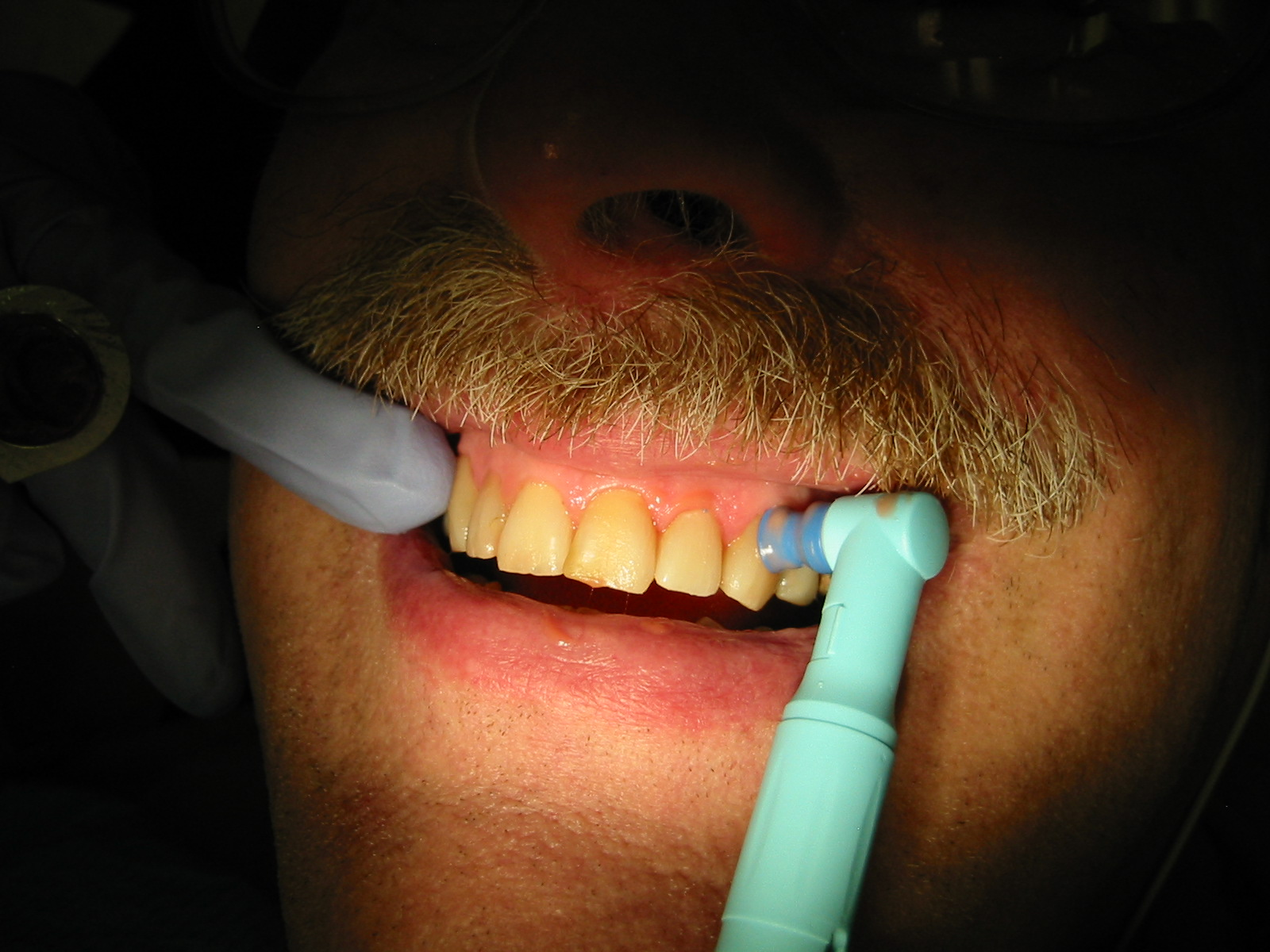
تلميع الأسنان

يُنصح بتنظيف الأسنان من قبل طبيب الأسنان لإزالة جير الأسنان (عبارة عن لوحة معدنية) باستخدام الفرشاة والخيط، وخاصة في مناطق الفم التي يصعب تنظيفها. التنظيف المهني يشمل تقليح الأسنان وكشط الجذر وتلميع الأسنان، وكذلك إنضار الأسنان إذا تراكم الكثير من الجير عليها. وهذا ينطوي على استخدام مختلف الأدوات و / أو أجهزة لتخفيف وإزالة الجير من الأسنان. ويوصي معظم أطباء صحة الأسنان بتنظيف الأسنان مهنيا كل ستة أشهر على الأقل.
قد يكون من الضروري إجراء المزيد من التنظيف والفحص بشكل متكرر أثناء علاج العديد من الاضطرابات السنية / الفموية المختلفة أو بسبب العمليات الجراحية الأخيرة مثل زراعة الأسنان. ويوصى بإجراء الفحص الروتيني للأسنان من قبل طبيب الأسنان على الأقل كل عام. قد يشمل هذا الفحص سنويا تصوير شعاعي سني. انظر أيضا إجراءات تحديد لويحة سنية وإزالتها.

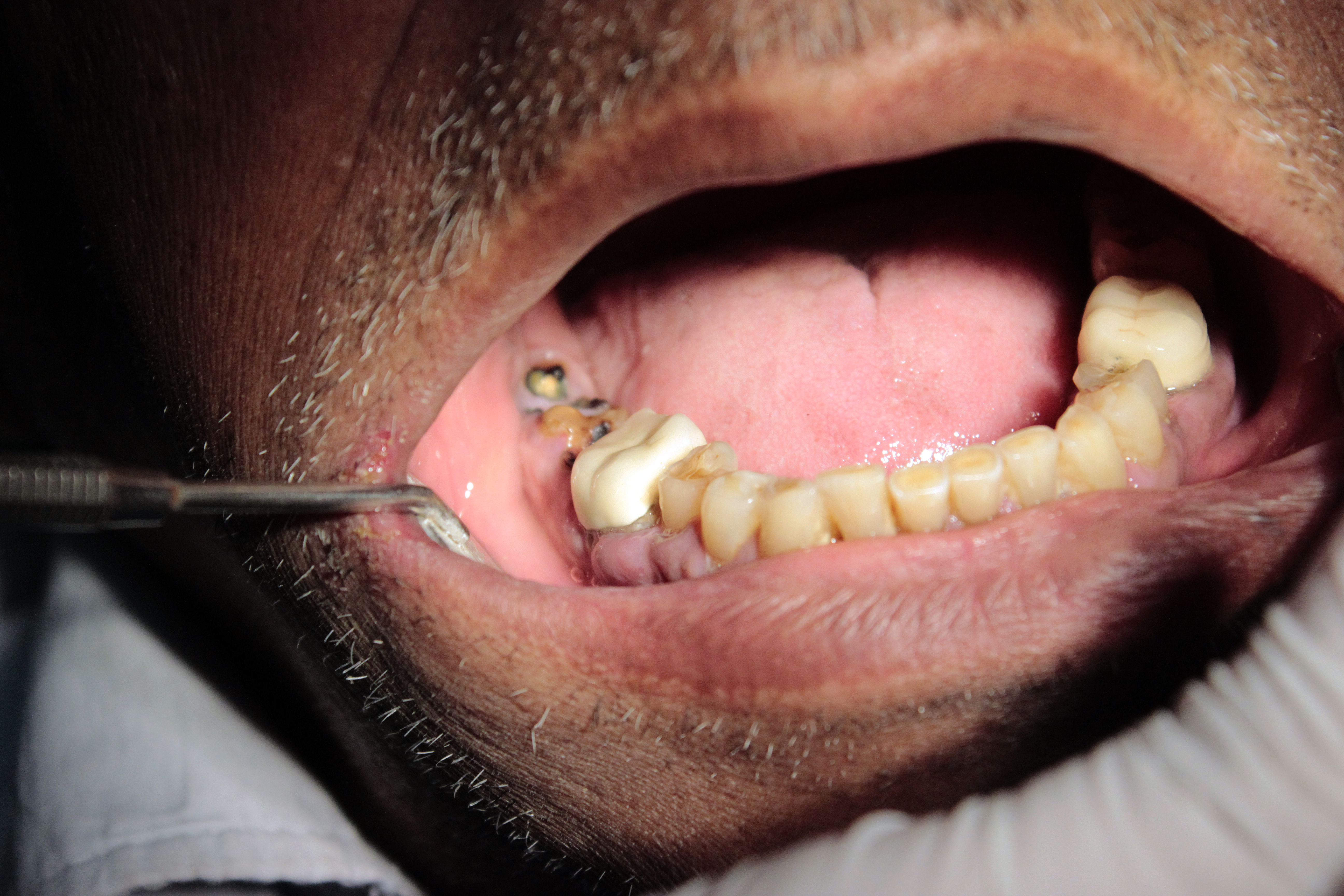

## تخدير الأسنان
تشبه أشكال تخدير الأسنان التخدير الطبي العام باستثناء استخدام أكسيد النيتروس، فهو خارج عن المألوف نسبيا في مجال طب الأسنان في الولايات المتحدة.
المخدر الموضعي الأكثر استخداما هو ليدوكائين (ويسمى أيضا اكسولاكين أو ليجونوكين)، وهو الاستبدال الحديث لنوفوكين والبروكائين. متوسط العمر الحيوي لمخدر الليدوكائين في الجسم حوالي 1,5-2 ساعة. مواد التخدير الموضعية الأخرى المستخدمة حاليا تشمل سيبوتوكين، ماركين (مخدر طويل المفعول)، وميبيفاكائين. ويمكن استخدام مزيج من هؤلاء تبعا للحالة. أيضا، فإن معظم مواد التخدير تأتي في نوعين: مع أو بدون أدرينالين.
المحاقن السنية هي الحقنة التي يستخدمها أطباء الأسنان لحقن مخدر. وهي تتألف من حقنة محشوة في المؤخرة ومزودة بكارتريدج مغلق يحتوي على محلول مخدر. الأداة المساعدة (الجزء العام من الاداة الميكانيكية السنية) تستخدم إما لتزويد المياه أو الهواء في التجويف الفمي بهدف تنظيف الحطام بعيدا عن منطقة عمل طبيب الأسنان، كما يتم الإشارة اليه أيضا على أنه حقنة سنية. وهناك ثلاثة طرق للمحاقن تفصل القنوات الداخلية لتزويد الهواء أو الماء أو رذاذ الهواء والماء، والتي تتكون بالجمع بين الهواء المضغوط مع دفق الماء. ويمكن فصل رأس المحاقن من الجسم الرئيسي واستبداله عند الضرورة.